# Margarete Heymann

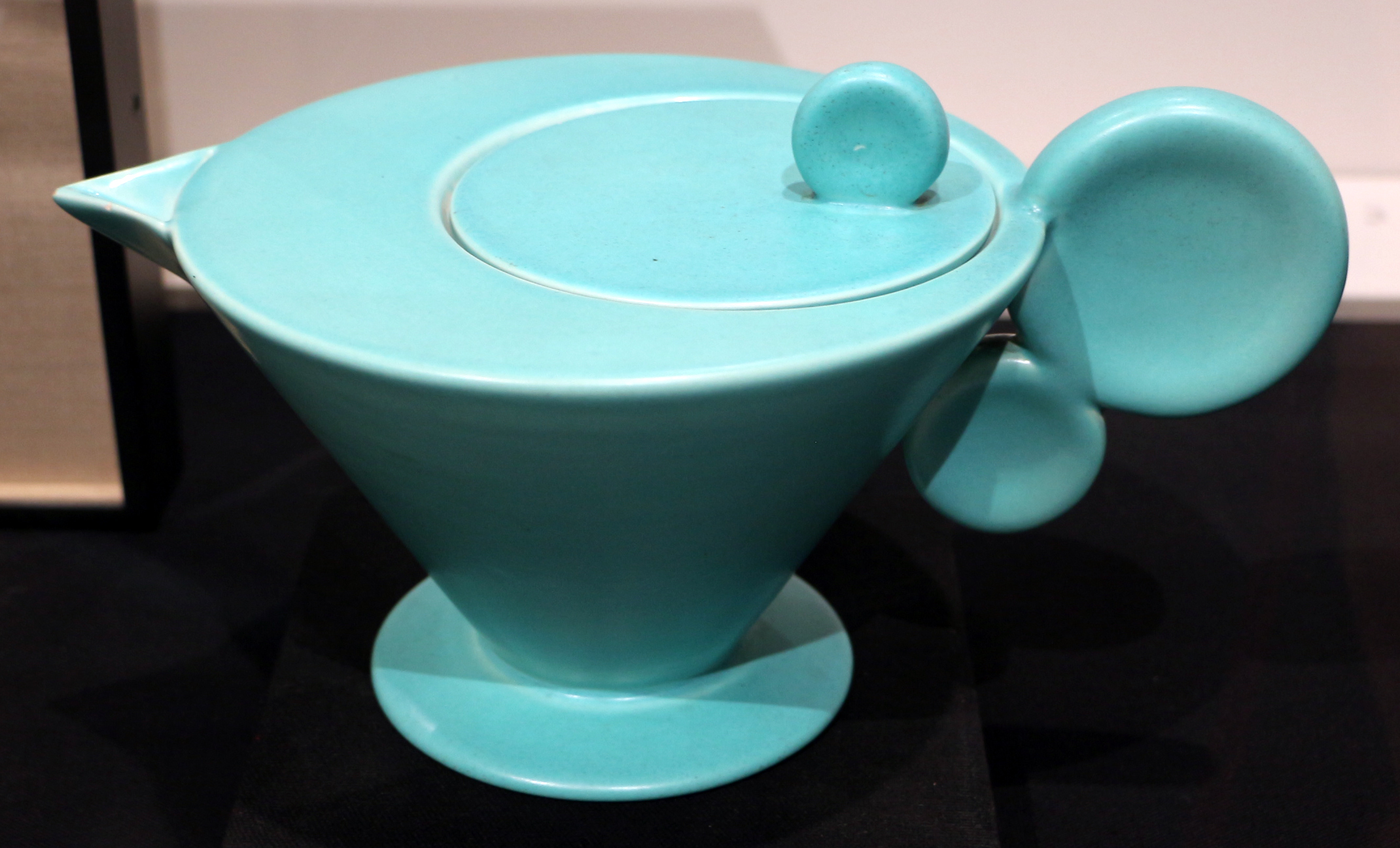
Teapot, 1930 ca.

Margarete Heymann (10 de agosto de 1899-noviembre de 1990), también conocida como Margarete Heymann-Löbestein, Margarete Heymann-Marks, y Grete Marks, fue una artista ceramista alemana de origen judío y  estudiante de Bauhaus. En 1923 fundó los Talleres Haël de Cerámica Artística en Marwitz que tuvo que cerrar en 1933 y se instaló en Jerusalén. En 1936 se mudó a Gran Bretaña y continuó su trabajo, convirtiéndose en mundialmente famosa como "Greta Pottery". Se considera que su mejor trabajo es de su período de trabajo en Alemania.

## Biografía
Heymann nació en 1899. Estudió en la Escuela de Artes Aplicadas de Colonia y en la Academia de Bellas Artes de Dusseldorf antes de entrar en la Escuela de Artes Bauhaus de Weimar en noviembre de 1920, donde fue admitida por un semestre de prueba en el taller de cerámica dirigido por Gerhard Marcks. También asistió a cursos de Paul Klee, Georg Muche y Gertrud Grunow. Un año después de su ingreso, abandonó bruscamente los estudios en la Bauhaus, por causas poco claras. Parece que la admisión definitiva no se acababa de producir, a pesar de reconocer el talento, quizá porque no estaba del todo previsto que las mujeres estudiaran cerámica.
El talento artístico de Margarete Heymann se hizo notar muy pronto. Estudió pintura en la Kunstgewerbeschule Köln (posteriormente Kölner Werkschulen) entre 1916 y 1918/19, seguida de un año en la Kunstakademie Düsseldorf. También siguió cursos de historia del arte en el Museum für Ostasiatische Kunst de Colonia. Tras dos rechazos, en noviembre de 1920 se le ofreció una plaza en la Bauhaus de Weimar y realizó el curso preliminar obligatorio con Johannes Itten. En marzo de 1921, Walter Gropius le informó de que no era posible admitir mujeres en el taller de cerámica. Tras protestar, fue admitida en abril de 1921 para un semestre de prueba con Gerhard Marcks en el taller de cerámica de la Bauhaus de Dornburg/Saale. Durante su estancia en la Bauhaus, asistió a cursos con Paul Klee, Georg Muche y Gertrud Grunow. Abandonó la Bauhaus en medio de una disputa el 2 de noviembre de 1921. Las razones de su marcha no están claras: por un lado, el consejo de maestros la retuvo varias veces para que fuera admitida finalmente en la clase de cerámica; por otro lado, se conservan disputas con Gerhard Marcks y Walter Gropius. En octubre de 1921, Max Krehan y Gerhard Marcks la consideraron "dotada, pero no apta para el taller". De su estancia en la Bauhaus sólo se conoce la marca de cerámica de Grete Heymann. En marzo de 1922, fue finalmente eliminada de la lista de alumnos matriculados en la Bauhaus. A finales de 1921, trabajó en un taller de cerámica en Frechen e impartió un curso de cerámica para niños en la Kunstgewerbeschule Köln. En 1922, aceptó un puesto como asistente artística en las fábricas de loza Velten-Vordamm bajo la dirección de Hermann Harkort.     

### Talleres Haël de cerámica artística
En 1923, fundó los Talleres Haël de Cerámica Artística en Marwitz con su esposo Gustav Loebenstein y su hermano Daniel  Loebenstein al norte de Berlín donde fabricó sus diseños de cerámica moderna. Heyman era la directora artística y la empresa empleaba a 120 personas y exportaba sus obras a Londres y Estados Unidos. El programa de los talleres se caracterizó por una gran variedad de formas y estilos, con énfasis en los diseños de vanguardia, y abarcó desde decoraciones de líneas simples hasta composiciones abstractas y asimétricas. La obra de  Heymann-Loebenstein se caracterizaba especialmente por los esmaltes mates y brillantes con un intenso colorido y la influencia del diseño de Asia oriental. Diseñó cerámica utilitaria de alta calidad, como servicios de café, moka y té, jarrones, cuencos, platos y juegos de fumar. Heymann-Loebenstein solía aplicar asas de doble disco a las tazas y teteras. Algunos de sus diseños se realizaron también en otros materiales, como plata, alpaca, marfil, ébano y plástico. La mediana empresa se expandió y se hizo conocida en el país y en el extranjero por sus productos de alta calidad artística, exportando a Gran Bretaña, Bélgica, Francia y Suiza a principios de la década de 1930. En particular, las formas geométricas de fantasía de estilo Art Decó se destinaron como productos de lujo a Australia, Sudamérica y Estados Unidos. La empresa empleaba a un total de 62 personas en 1927. Ese año se construyó un nuevo edificio de viviendas y oficinas junto a los talleres.

### Crisis económica mundial
En agosto de 1928 de camino a la Feria de Otoño de Leipzig, Gustav y Daniel Loebenstein sufrieron un accidente el 24 de agosto de 1928. Heymann-Loebenstein, por entonces madre de dos hijos pequeños, Michael (nacido en 1924) y Stephan (nacido en 1927), siguió dirigiendo el negocio en solitario tras la muerte accidental de su marido y su cuñado. Presentó los productos de los talleres en numerosas ferias, como la exposición Wohnung und Werkraum del Werkbund en Wroclaw en 1929 y la Feria Grassi de Leipzig a partir de 1924.
En 1930, la empresa estaba en pleno apogeo y 90 empleados trabajaban en los talleres[13] Ese mismo año se puso en marcha un nuevo horno. Sin embargo, como consecuencia de la crisis económica mundial, los talleres de Haël, al igual que toda la industria de la porcelana y la cerámica, tuvieron que registrar fuertes pérdidas en las ventas, como muestran los balances de la empresa que se conservan para los años 1927/28-1932. El volumen de negocios anual de Haël por la venta de mercancías descendió de 696.950 RM en 1928 a 112.095 RM en 1932; el beneficio del balance en 1928 fue de 38.717 RM, en 1930 el balance seguía siendo equilibrado, en 1931 hubo una pérdida de 24.177 RM y en 1932 de 22.283 RM[15] Mientras que las fábricas de gres vecinas Velten-Vordamm tuvieron que declararse en quiebra en 1931, Margarete Heymann-Loebenstein siguió dirigiendo el negocio. A principios de 1932, los talleres Haël tuvieron que reducir sus precios en un 15% y la gama se redujo y pasó a ser de cerámica utilitaria[16]. En otoño de 1932, los talleres Haël estuvieron representados por última vez en la Feria de Leipzig. A finales de 1932,  Heymann-Loebenstein se vio obligada, por razones de costes, a despedir también al director general, que llevaba en la empresa desde la muerte accidental de Gustav Loebenstein. En el otoño de 1932, los Talleres Haël estuvieron representados en la Feria de Leipzig por última vez.

### Cierre y venta forzosa
Alrededor del 1 de julio de 1933, Heymann-Loebenstein cerró la empresa y nombró liquidador al auditor de Berlín, Max Silberstein. Para mantener los puestos de trabajo de las personas trabajadoras, el director de la fábrica de gres Vordamm (que seguía existiendo en el lugar de la fábrica de gres Velten-Vordamm que había quebrado en 1931) inició las negociaciones y, en octubre de 1933, había llegado. en un acuerdo preliminar para el restablecimiento de la empresa sobre la base de un capital social prorrateado de 40.000 marcos reales Loebenstein había trabajado anteriormente con el exdirector comercial de las fábricas de gres. Los dos ahora querían intentar restablecer la empresa con Loebenstein como directora artística con montos prorrateados de capital. Sin embargo, rompieron las negociaciones y trató de establecer una nueva empresa en Jerusalén; en octubre de 1933 quedó claro que el proyecto no estaba avanzando y abandonó la idea en noviembre del mismo año.
Bollhagen se había enterado del cierre de la fábrica de Marwitz a través de la ceramista de Colonia Nora Herz, que era amiga del hermano de Margrete Heymann, Fritz. El origen judío de Margarete Heymann-Loebenstein, junto con la difícil situación económica de principios de los años 30, fueron las razones decisivas por las que el negocio en funcionamiento tuvo que ser cerrado y no pudo ser reabierto por ella. Se vio obligada a vender el negocio por debajo de su valor para poder realizar al menos una parte del valor de la empresa Max Silberberg quería alcanzar un precio de compra de 60.000 RM. El 26 de abril de 1934 se celebró el contrato de compra entre el secretario general del Reichsstand des deutschen Handwerks, Heinrich Schild, que en abril de 1933 publicó junto con Karl Zeleny las directrices para la Gleichschaltung de los gremios de la artesanía alemana, y Heymann-Loebenstein. Schild adquirió los terrenos de los talleres de Haël con los edificios, el equipo de explotación y el almacén por un precio de compra de 45.000 RM. Schild asumió la dirección de forma gratuita y nombró a Hedwig Bollhagen directora artística asalariada de los HB-Werkstätten für Keramik, que se fundaron el 1 de mayo de 1934.
Hedwig Bollhagen comenzó la producción en mayo de 1934 junto con los trabajadores de los antiguos talleres de Haël y con algunos empleados de las fábricas de loza de Velten-Vordamm, algunos de los cuales llevaban algún tiempo en el paro. Más tarde, Werner Burri, Carl (Charles) Crodel y Nora Herz se unieron a ella como autónomos, y Theodor Bogler también hizo ejecutar formas y decorados. Además de los diseños propios de Hedwig Bollhagen para las formas y los decorados, y de los diseños de decoración de Velten de Charlotte Hartmann, al principio se utilizaron en gran medida los diseños de Heymann-Loebenstein para hasta el 50% de la gama de productos -sobre todo jarrones, cuencos y jarras-, que pudieron presentarse en la Feria de Otoño de Leipzig ya en 1934; de las formas de vajilla, sólo el conocido servicio "Norma" se produjo en los talleres de HB en 1934/35. Esto se menciona explícitamente en la primera tarjeta de invitación de los nuevos talleres de HB a la Feria de Otoño de 1934 en el Grassimuseum de Leipzig para la cerámica: "Llevamos los patrones probados de los talleres de Hael que hemos asumido y una amplia y económica colección de nuevas formas y llamativas decoraciones". Los diseños de Margarete Heymann se esmaltaban a mano o eran decorados por Hedwig Bollhagen. Sin embargo, en pocos años, la gran mayoría de los diseños de Margarete Heymann, como el servicio "Norma", fueron retirados del programa de producción, y su participación en el programa total de producción de los talleres de HB fue cada vez más marginal. Sólo unos pocos diseños de Margarete Heymann se produjeron durante más tiempo -la jarra, forma nº 173 (hasta alrededor de 1940 y probablemente hacia 1950-1955), unos pocos cuencos sencillos hasta los años 60-, lo que también se corresponde con las propias declaraciones de Hedwig Bollhagen.
En un artículo publicado el 22 de mayo de 1935 en la revista nazi Der Angriff, los diseños cerámicos de Margarete Heymann-Loebenstein fueron calificados de degenerados e inferiores en una comparación con la obra de Hedwig Bollhagen.
Tras la venta de la empresa,  Heymann-Loebenstein buscó varias formas de emigrar de Alemania. Durante este tiempo sólo pudo exponer y trabajar en contadas ocasiones. Abrió una escuela de arte para niños en su piso de la Hertstraße 23. A finales de 1935 expuso por última vez en Berlín en la Asociación Cultural Judía. En otoño de 1936, gracias a la mediación de Sir Ambroise Heal, se le dio la oportunidad de emigrar a Gran Bretaña. Para ello, tuvo que pagar el 2 de septiembre de 1936 el llamado "Reichsfluchtsteuer" a la oficina de impuestos de Wilmersdorf-Süd.

### Cerámica de Inglaterra y Greta
Heymann-Loebenstein emigró a Gran Bretaña vía Ámsterdam el 30 de diciembre de 1936. En Londres, intentó recuperar su posición profesional con la ayuda de antiguos socios comerciales, entre ellos Harry Trethowan, jefe del departamento de cerámica de los grandes almacenes Hael & Sons'. Gracias a su mediación, en el verano de 1937 obtuvo un puesto de aprendiz de diseño de cerámica en la Burslem School of Art, en el centro cerámico británico de Stoke-on-Trent. Ya había expuesto allí pinturas y cerámicas en febrero de 1937. El contrato de aprendizaje y el trabajo en la fábrica Minton fueron la base de un permiso de residencia de seis meses. En 1937/38 su potencial de ingresos se amplió con trabajos de diseño independientes para empresas de renombre como Ridgway of Shelton o E. Brain's & Co, Foley China. Presentó sus cerámicas en la Galería Brygos de Londres, así como una acuarela de paisaje en Twentieth German Century Art, una exposición de artistas exiliados de gran prestigio, en 1938.
Volvió a ganarse una gran reputación con sus productos de cerámica, que llegaron a conocerse como Greta-Pottery. A finales de 1938 creó su propia empresa con su segundo marido, Harold Marks, pero no pudo repetir su éxito en Alemania. La situación se vio agravada por el hecho de que, también en Gran Bretaña, todo el ámbito económico y técnico de la producción de cerámica estaba asignado a los hombres y las mujeres sólo podían realizar trabajos decorativos o ayudar como mano de obra no cualificada. En respuesta, ofreció formación para mujeres decoradoras y se encargó ella misma de las ventas. Este comportamiento encontró resistencia en el entorno provinciano y tradicional de Stoke-on-Trent.
Durante los años de guerra se quedó en un pueblo de Derbyshire, donde pintó y crio a su hija Frances, nacida en 1941. Después de la guerra, montó un taller de murales de cerámica y alfarería en Londres en 1945, e impartió clases de pintura en la Camberwell School of Arts & Crafts. Recibió el reconocimiento público por los trabajos de encargo que realizó con el arquitecto Bernhard Engel, que también había emigrado a Inglaterra.
Greta Marks expuso sus obras con regularidad en el Reino Unido, incluso en la Universidad de Cardiff en 1978 y 1984. También fabricó platería de forma más rara y realizó dos grandes murales para el vestíbulo de edificios de oficinas en Bradford en 1960 y 1966.
Desde 1961 fue reconocida en la República Federal de Alemania como víctima de la persecución nazi y en 1985 recibió una indemnización por el negocio que había vendido por debajo de su valor. 
Heymann-Loebenstein murió en Londres en 1990. Sólo después de su muerte fue reconocida en la Bauhaus como ceramista modernista, en relación con el interés que comenzó a despertarse por los artistas emigrados. 
Una gran parte del patrimonio del artista se encuentra en el Museo Judío de Berlín.

### Exposiciones
Los diseños vanguardistas de Margarete Heymann-Loebenstein de las décadas de 1920 y 1930 se encuentran hoy entre los objetos más codiciados en las subastas de arte. Los diseños individuales de juegos de té alcanzaron precios de varios miles a 25.000 euros en subastas, incluidas las de Sotheby's.
Tras su muerte, la obra de la artista fue homenajeada en varias exposiciones especiales, como en la Crafts Council Gallery de Londres en 1992 (Influential Europeans in British Craft and Design), en el Ofen- und Keramikmuseum Velten, en el Milwaukee Art Museum (2012), en el Keramik-Museum Berlin (2012) o en el Bröhan Museum (2013).
Numerosos museos cuentan con diseños de Margarete Heymann-Loebenstein en sus colecciones, como el Museo Bröhan, el Museum für Angewandte Kunst Köln, el Museo Grassi, el Museo Judío de Berlín, el Museo de Artes Decorativas de Berlín, el Museo Británico de Londres, el Museo de Arte de Milwaukee, el Cooper Hewitt Smithsonian Design Museum o la Ceramic Gallery Aberystwyth, que recibió numerosas piezas de Frances Marks, en 2006 El Museo de Artes Decorativas de Berlín es uno de los más importantes de Alemania.
El 11 de junio de 2016, un cuenco de pastelería de Margarete Heymann-Loebenstein fue presentado en el programa de la radio bávara Kunst und Krempel.
En el marco del proyecto conjunto de NRW 100 años de la Bauhaus en Occidente, el Museum für Angewandte Kunst Köln muestra en 2019 la retrospectiva 2 de 14. Dos mujeres de Colonia en la Bauhaus con obras de Margarete y Marianne Heymann. En Erfurt, de marzo a junio de 2019, el Angermuseum rinde homenaje a la obra de Margarete Heymann en la exposición 4 "Bauhausmädels" : Gertrud Arndt . Marianne Brandt . Margarete Heymann . Margaretha Reichardt.

## Reconocimientos
- En 2012, el Keramik-Museum de Berlín exhibió una descripción general de su trabajo para los Talleres Haël de Cerámica Artística,[26][27] que fue seguida por una exposición en el Museo de Arte de Milwaukee .[34] Su trabajo fue considerado arte degenerado por los nazis:[34][35] En un artículo que apareció el 22 de mayo de 1935 en la revista nacionalsocialista Der Angriff [El ataque], los diseños de cerámica de Heymann fueron comparados con los trabajos de Hedwig Bollhagen. y fueron descritos como arte degenerado y de un nivel inferior. Artículos como este apuntaban a la participación continua de las ceramistas judías Margarete Loebenstein y Nora Herz en el desarrollo de los talleres HB. Se ha interpretado que su falta de éxito como diseñadora es el resultado de su "género, geografía, género y tiempo" conspirando en su contra.[36] Marks Story y uno de sus jarrones, que ahora se encuentra en el Museo Británico, fueron elegidos por Neil MacGregor como base de un programa de radio en Alemania: Memories of a Nation: una historia de Alemania.[37]

- En 2019, Pallant House Gallery realizó una exposición de sus retratos en acuarela, un aspecto menos conocido de su práctica creativa.[38]
- El 11 de septiembre de 2018, en presencia de la hija de Margarete Heymann, la psicóloga infantil británica Frances Marks, se colocaron Stolpersteine frente a la antigua casa de la familia Heymann en Colonia-Lindenthal para Margarete Heymann y su madre Emma Heymann, que fue asesinada en el campo de exterminio de Sobibor en julio de 1943. El 19 de marzo de 2019, se colocaron Stolpersteine en el mismo lugar para otros miembros de la familia: Fritz Heymann (nacido en 1902), Sibilla Gertrud Heymann (nacida en 1904), Rosa Edith Heymann (nacida en 1910) y Peter Michael Heymann (nacido en 1936).